# Граждани (партия)
„Граждани“ (на испански: Ciudadanos) е центристка либерална политическа партия в Испания.
Партията е създадена през 2006 година в Каталония, където постепенно увеличава влиянието си и през 2015 година става втора политическа сила. От 2013 година развива свои структури в цялата страна. На националните избори през 2016 година е на четвърто място с 13% от гласовете и 32 от 350 места в долната камара на парламента.